# 嫦娥三号
嫦娥三号是中华人民共和国在2013年执行的一次无人月球探测任务，属于中国探月工程第二阶段，包括着陆器和月球车两部分，目标为实现在月球表面的软着陆。
嫦娥三号于2013年12月2日1时30分由长征三号乙运载火箭从西昌卫星发射中心成功发射，12月6日抵达月球轨道，12月14日带着中國的第一艘月球车——“玉兔号”成功软着陆于月球雨海西北部（“虹湾着陆区”），成为中国首个在地外天体着陆的探测器，也是继1976年前苏联的月球24号后首个在月球表面软着陆的探测器。

## 歷史

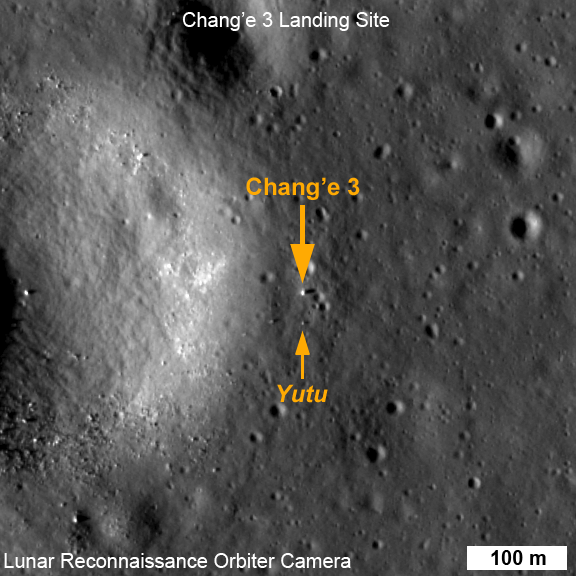
嫦娥三号着陆器（大箭头所示）及玉兔号月球车（小箭头所示）在月面的图像。图片由美国宇航局月球勘测轨道飞行器拍摄。图片显示了嫦娥3号着陆点周边长宽各576米的一块正方形区域。图片上方为北方。

中国探月工程于2004年立项，定下了“绕、落、回”的目标。其中第一期的“绕”由嫦娥一号在2007年成功完成。从2008年起，探月工程二期立项并进入工程实施阶段，为实现月面软着陆做准备。
2010年10月1日，作为二期工程先导星的嫦娥二号成功发射，于10月9日进入100×100千米高的繞月軌道上進行研究，并曾降低至近月点15千米、远月点100千米的椭圆轨道以对嫦娥三号预选着陆区虹湾进行高分辨率成像，為嫦娥三號的軟著陸作準備。
2010年11月23日，探月工程副总设计师于登云透露，嫦娥三号预选着陆区有5个，分别为：虹湾、酒海、湿海、开普勒撞击坑和阿里斯基撞击坑。考虑因素为科学性、安全性、可测控性和创新性。
2011年9月21日，国家国防科技工业局透露，嫦娥三号目前正处于初样研制阶段，正在进行大量试验验证工作，预计2013年前后发射。
2012年1月6日，月球着陆器的悬停避障及缓速下降试验、月球巡视器的综合测试及内、外场试验等各项验证性试验完成。
2012年3月，中国空间技术研究院空间科学与深空探测首席专家叶培建透露，嫦娥三号首选着陆点为虹湾地区。
2013年9月25日，探月與航天工程中心舉辦月球車全球徵名活動。 11月26日，中国探月工程副总指挥李本正宣布嫦娥三號月球車被命名為「玉兔」號。
2013年11月30日，“嫦娥三号”任务发射场区指挥部研究决定，“嫦娥三号”将在12月2日1时30分于西昌卫星发射中心实施发射。

2013年12月2日1时30分00.344秒，“嫦娥三号”从西昌卫星发射中心成功发射。
2013年12月6日17时53分，嫦娥三号进行了近月制动，在可变推力发动机点火361秒后，准确进入半径约为100公里的环月近圆轨道。
2013年12月10日21时20分，嫦娥三号发动机成功点火，开始实施变轨控制，由距月面平均高度约100千米的环月轨道，成功进入近月点高度约15千米、远月点高度约100千米的椭圆轨道。
2013年12月14日21时11分18.695秒，嫦娥三号成功实施软着陆，降落相机传回图像。
2013年12月15日4时35分，嫦娥三号着陆器与巡视器（玉兔号）成功分离，登陆月球后玉兔号月球车将开展3个月巡视勘察（后续参见玉兔号月球车）。
2024年5月3日，在发射嫦娥六号的央视直播中，嫦娥八号总设计师裴照宇透露，嫦娥三号、四号月球探测器仍在工作，着陆器平台工作正常，地面人员每月定期进行休眠唤醒操作。

## 任务目标
嫦娥三号作为探月工程二期主任务，有三大工程目标和三类科学探测任务：
三大工程目标：
- 突破月球软着陆、月面巡视勘察、深空测控通信与遥操作、深空探测运载火箭发射等关键技术，提升航天技术水平。
- 研制月球软着陆探测器和巡视探测器，建立地面深空站，获得包括运载火箭、月球探测器、发射场、深空测控站、地面应用等在内的功能模块，具备月球软着陆探测的基本能力。
- 建立月球探测航天工程基本体系，形成重大项目实施的科学有效的工程方法。

三类科学探测任务：
- 月表形貌与地质构造调查。
- 月表物质成分和可利用资源调查。
- 地球等离子体层探测和月基光学天文观测。

## 登陸點

至今所有月球软着陆着陆点的位置相比

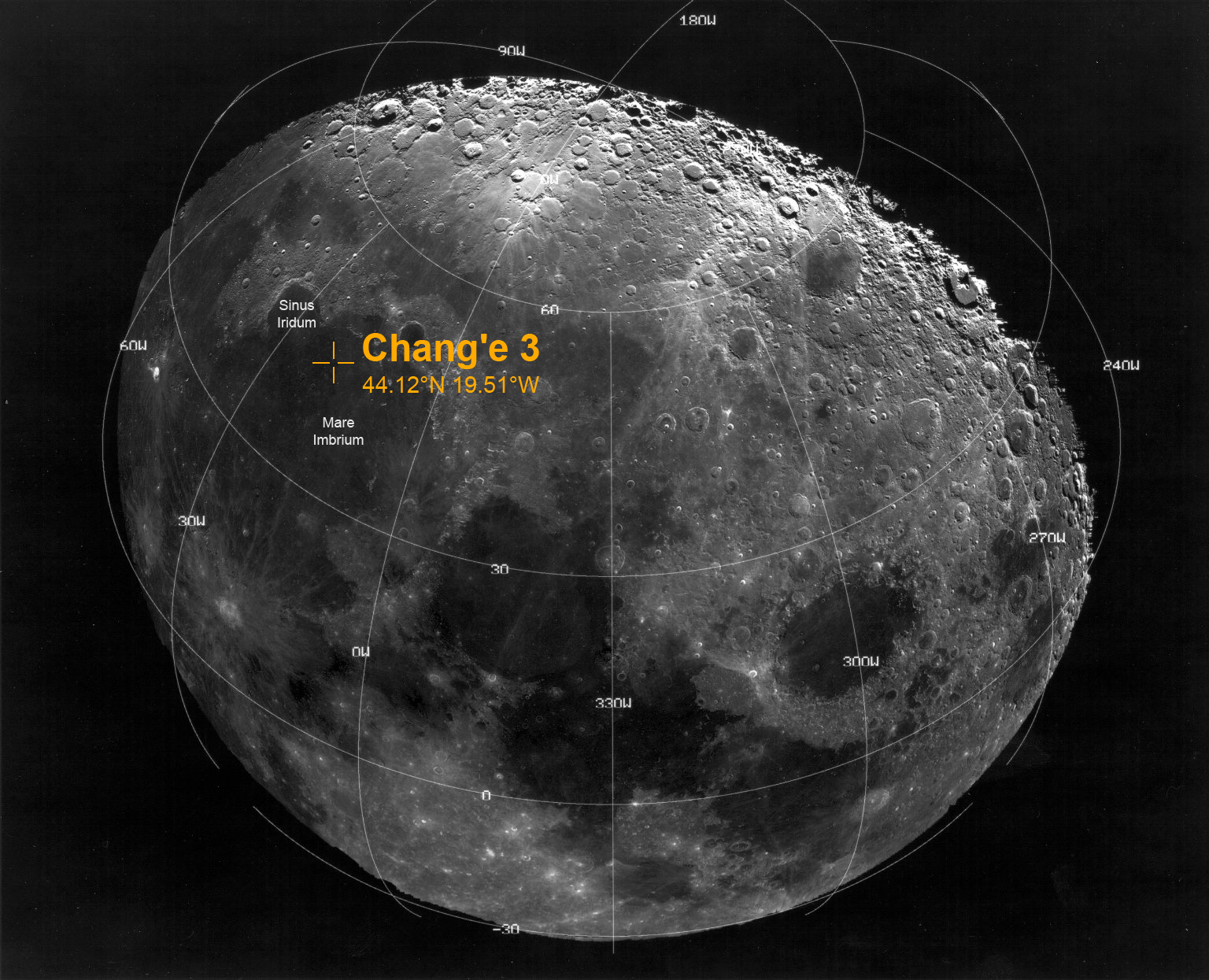

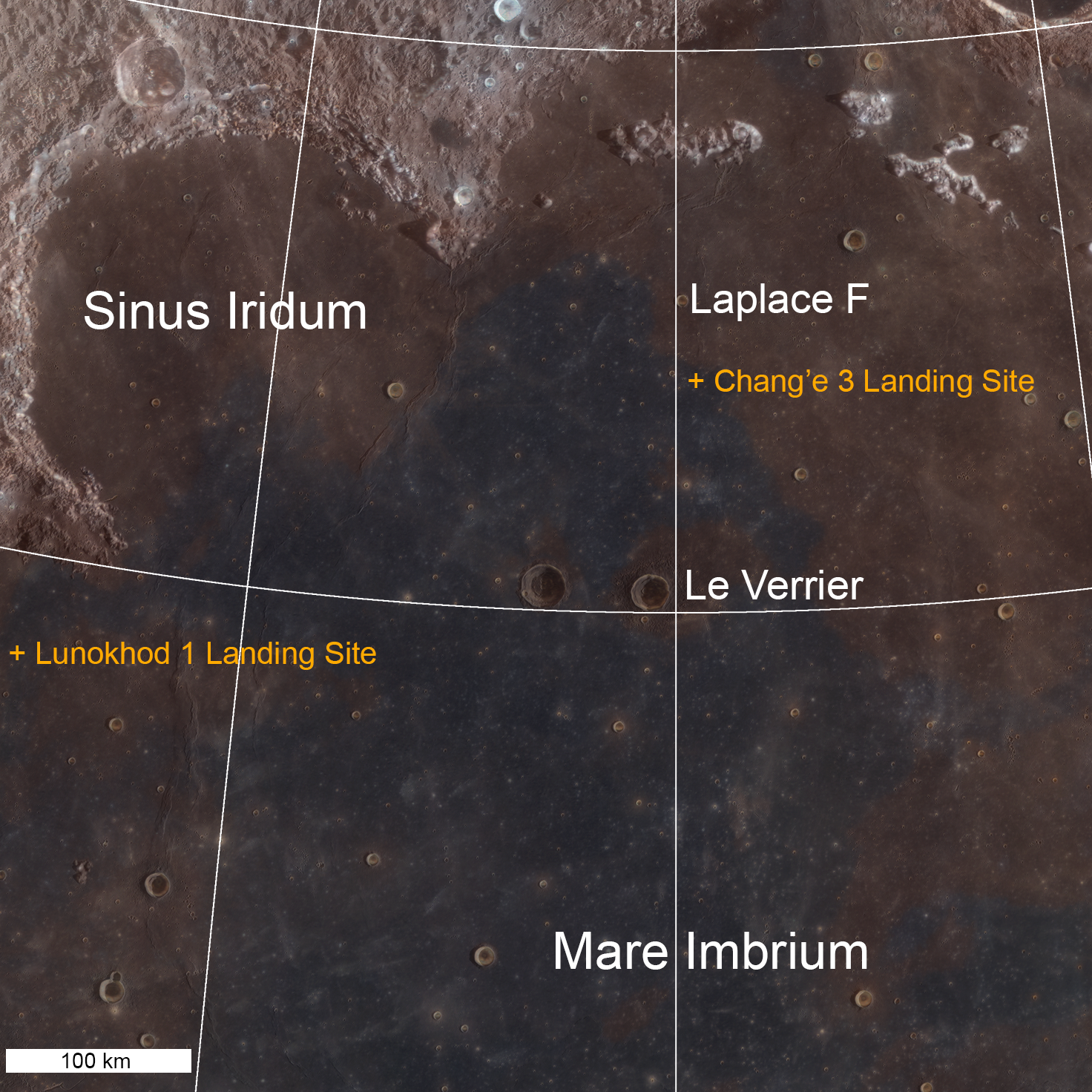
虹灣地区的图像。图片由美国宇航局月球勘测轨道飞行器拍摄。右上方橙色加号所示位置为嫦娥三号登陆器着陆点。

嫦娥三號登陸地點是月球北緯44度的虹灣，是在雨海西北擴展開來的一個玄武岩熔岩平原
。
在2013年12月14日，嫦娥三號著陸器降臨在雨海，在直徑6公里的拉普拉斯F環形山以南大約40公里，位於 44.1260°N 19.5014°W，2016年此处被命名为广寒宫。

## 探测器组成

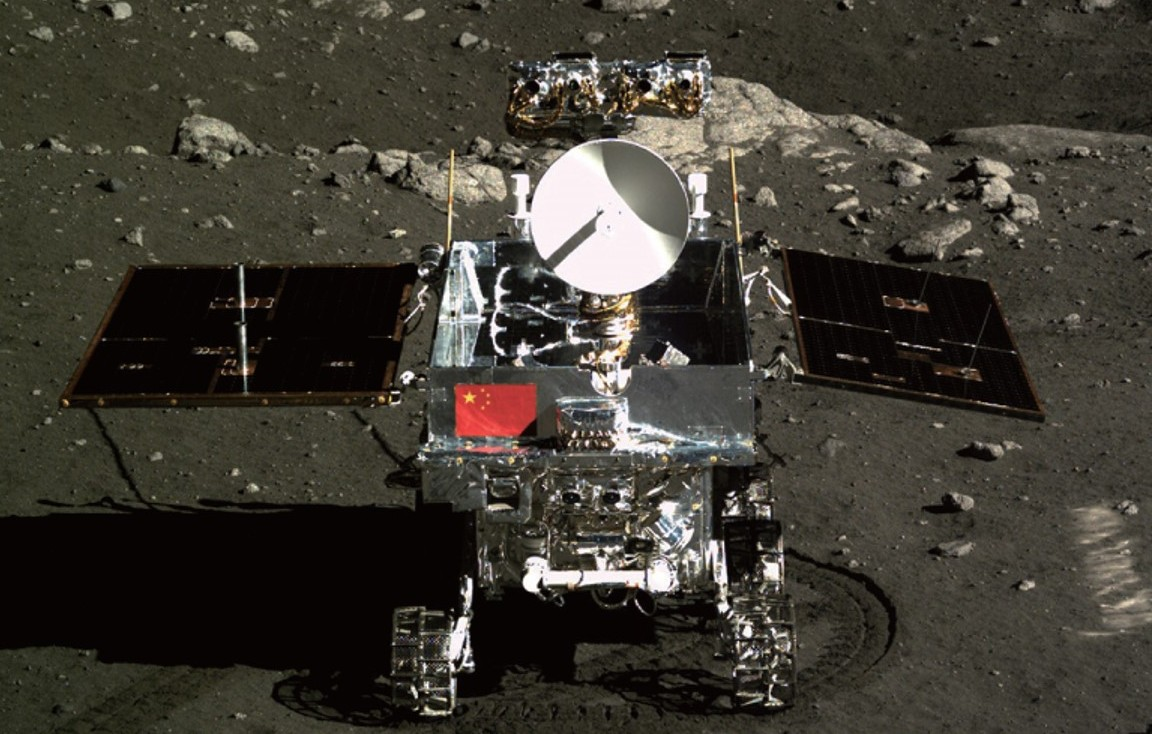
月球車玉兔號在月球表面

嫦娥三号由着陆器和“玉兔号”月球车组成，在月球表面软着陆后，联合开展着陆器的就位探测和月球车的巡视探测。

### 着陆器
嫦娥三号的着陆器会利用它携带的极紫外相机将对地球赤道附近等离子体层进行极紫外成像探测。

### 月球车
2002年起，上海宇航系统工程研究所已經在一個複製月球表面的專門實驗室中，一再重覆配置和發展六個輪子的漫遊車。這輛长1.5米，宽1米，高1.1米，136（300磅）的漫遊車包括20（44磅）酬載，並已在2010年5月完成程式指令集，他將進行及時的視頻傳輸和挖掘與分析土壤樣品。這艘漫遊車有基本的自動導航設施，裝有防止它與其它的物體相撞的感測器。
能源將由太阳能电池板和放射性同位素熱電機提供，前者负责提供月球车各种仪器的工作能源和驱动月球车行驶，而后者负责在夜晚期间给月球车的仪器保温。因为月球的白昼、黑夜各持续大约14天，且夜晚温度可低至零下180℃。而月球车上的仪器可承受的最低温约零下40℃。如果在月球的漫漫寒夜中，没有足够能源给仪器保温，全部仪器要冻坏，在下一个白昼来临之时，月球车将无法“醒过来”。
月球车底下装有测月雷达，能探测到月球表面以下100米深度的地方，边走边探测。

## 探测仪器
据中国探月工程领导小组高级顾问、中国科学院院士欧阳自远介绍，于2013年左右发射的嫦娥三号探测器有三大亮点。在嫦娥三号配置的多种科学探测仪器中，有三台仪器都将实现国际上首次科学探测。
- 天文月基光学望远镜：在着陆器的顶部安装了一台150 mm（5.9英寸）的近紫外和光学里奇-克莱琴望远镜，将实现国际上首次利用月基光学望远镜开展重要天体光变的长期连续监测和低轨道带的巡天观测。主要是在近紫外线波段（245-340 nm）上监测银河系，活动星系核，双星、短周期脉动变星、新星、类星体和耀变体等，并且能够探测亮度低至13等级的物体。月基光学望远镜是由中国科学院国家天文台和中科院西安光学精密机械所联合研制。
- 极紫外相机：在着陆器的顶部安装了一台极紫外相机，将对地球周围的等离子体层产生的30.4nm辐射进行全方位、长期的观测研究。这是国际上首次在月面上利用极紫外相机对地球空间等离子体层实施大视域一次性的极紫外成像，从整体上探测太阳活动和地磁扰动对地球空间等离子层极紫外辐射的影响，研究等离子层在空间天气过程中的作用，并能提高中国空间环境监测和预报能力。[46]极紫外相机是由中科院长春光学精密机械与物理所研制。
- 测月雷达：在月球车的底部安装一台测月透地雷达，这是国际上首次直接探测30米（98英尺）深度内月壤层的结构与厚度，和探测数百米深度内月球地壳浅层的结构。[47]雷达是由中科院电子学所研制。

此外，为应对月夜情况下零下150摄氏度以下的低温，防止仪器设备冻坏，嫦娥三号热控系统中采用钚-238制作的放射性同位素热源（RHU），这是中国航天探测活动中首次应用核能。放射性同位素热源仅仅提供热能而不提供电力。
- 光谱仪

月球车上有α粒子X射线光谱仪和红外光谱仪，旨在分析月球样品的化学元素组成。
- 立体相机

月球车的桅杆上有两个全景相机和两个导航相机，矗立在月球表面以上~1.5米（4.9英尺），以及安装在月球车下部前部两个危险回避照相机。每一对相机可以被用来捕捉立体图像，或用三角测量来距离成像。